# Route nationale 1.9
La route nationale 1.9 (en serbe cyrillique : Магистрала 1.9 ; en serbe latin : Magistrala 1.9 ; en abrégé : M1.9) était une ancienne route nationale de Serbie. Elle reliait Belgrade à Vršac et à la frontière roumaine.
Sur la totalité de son parcours, la M1.9 correspondait à la route européenne E70 ; elle ne comportait aucune section autoroutière.

## Parcours

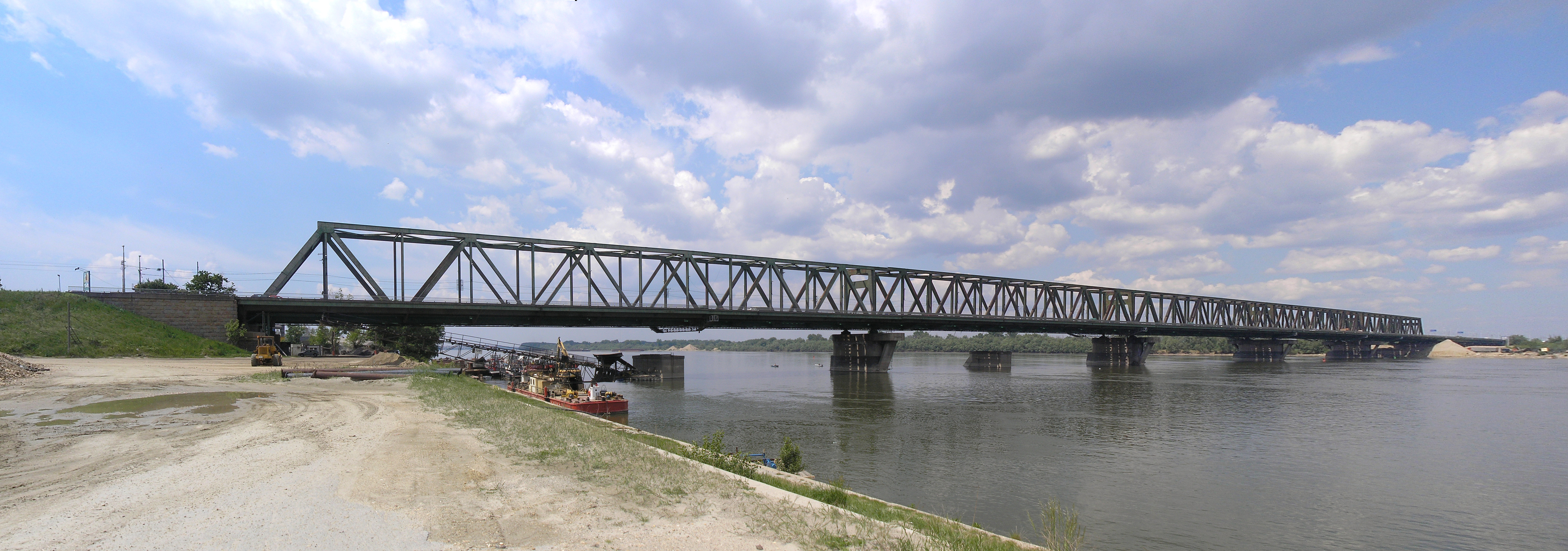
Le pont de Pančevo à Belgrade

La route M1.9 commencait à Belgrade à la hauteur de la rue Višnjička et du pont de Pančevo, qui franchisait le Danube ; elle croisait alors le Zrenjaninski put (M24.1) et s'orientait vers l'est ; en longeant le fleuve, elle arrivait à Pančevo, où elle rencontrait la M24 ; entre Belgrade et Pančevo, la route était également connue sous le nom de Pančevački put (la « route de Pančevo »).
La route accentuait ensuite sa trajectoire vers le nord-est et traversait Banatsko Novo Selo, Vladimirovac et passait au large de la ville d'Alibunar. À Uljma, elle rejoignait à M7.1 avec laquelle elle partageait son parcours jusqu'à Vršac. Elle s'orientait ensuite vers le nord et, non loin du village de Vatin, elle atteignait la Roumanie et la DN59 roumaine qui permet d'aller à Timişoara.